# 1725 CrAO
1725 CrAO (1930 SK) là một tiểu hành tinh vành đai chính được phát hiện ngày 20 tháng 9 năm 1930 bởi Neujmin, G. ở Simeis.